# Алимханулы, Жанибек
Жанибек Алимханулы (каз. Жәнібек Әлімханұлы; 1 апреля 1993 года, с. Жыланды, Казахстан) — непобеждённый казахстанский боксер-профессионал, выступающий в средней весовой категории.
В любителях Заслуженный мастер спорта Республики Казахстан, участник Олимпийских игр (2016), чемпион мира (2013), чемпион Азиатских игр (2014) и чемпион Азии (2013).
В профессионалах чемпион мира по версиям WBO (2022—н.в), IBF (2023—н.в.) в среднем весе.
Лучшая позиция по рейтингу BoxRec — 1-я (апрель 2024) и являлся 1-м среди казахстанских боксёров средней весовой категории, — являясь лучшим боксёром среднего веса.

## Биография
Родился в селе Жыланды, Алакольского района Алматинской области. Происходит из племени Уак Среднего жуза .
Там и начал заниматься боксом в секции у Мурата Сихимбаева. Позднее переехал в Алматы, где продолжил заниматься у Сихимбаева. Своим боксёрским кумиром считает боксёра Серика Конакбаева.
Указом Президента Республики Казахстан награждён орденом «Құрмет» (2014)

## Любительская карьера

### Чемпионат Казахстана 2012
Выступал в средней весовой категории (до 75 кг). В 1/8 финала победил Дениса Рыбака. В четвертьфинале победил Нурбола Алтаева. В полуфинале победил Рустама Сваева. В финале победил Ерика Альжанова.

### Чемпионат Азии 2013
Выступал в средней весовой категории (до 75 кг). В 1/8 финала победил узбекистанца Шухрата Абдуллаева. В четвертьфинале победил китайца Вэнь Иньхана. В полуфинале победил иранца Саджада Мехраби. В финале победил таджикистанца Навруза Джафоева.

### Чемпионат мира 2013
Выступал в средней весовой категории (до 75 кг). В 1/16 финала победил азербайджанца Солтана Мигитинова. В 1/8 финала победил мексиканца Хуана Антонио Меркадо. В четвертьфинале победил румына Богдана Журатони. В полуфинале победил британца Энтони Фоулера. В финале победил ирландца Джейсона Куигли.

### Азиатские игры 2014
Выступал в средней весовой категории (до 75 кг). В 1/8 финала победил Ян Юйтина из Китайского Тайбэя. В четвертьфинале победил иранца Саджада Мехраби. В полуфинале победил индийца Викаса Крижана. В финале победил иорданца Одаи Аль-Хиндави.

### Всемирная серия бокса2015
Представлял команду «Astana Arlans» (Казахстан). Выступал в средней весовой категории (до 75 кг). 14 февраля 2015 года победил пуэрториканца Джеффри Фласа Гуиллена. 18 апреля 2015 года победил аргентинца Кристиана Сарате.

### Чемпионат Казахстана 2015
Выступал в средней весовой категории (до 75 кг). В финале победил Ерика Альжанова.

### Чемпионат Азии 2015
Выступал в средней весовой категории (до 75 кг). В 1/8 финала победил китайца Чжоу Ди. В четвертьфинале проиграл узбекистанцу Бектемиру Меликузиеву.

### Чемпионат мира 2015
Выступал в средней весовой категории (до 75 кг). В 1/8 финала победил мексиканца Мисаэля Родригеса. В четвертьфинале проиграл ирландцу Майклу О'Райли.

### Олимпийские игры 2016
Выступал в средней весовой категории (до 75 кг). В 1/16 финала победил британца Энтони Фоулера. В 1/8 финала победил алжирца Ильяса Аббади. В четвертьфинале проиграл азербайджанцу Камрану Шахсуварлы.

### Чемпионат Казахстана 2016
Выступал в полутяжёлой весовой категории (до 81 кг). В 1/8 финала победил Абзала Куттыбекова. В четвертьфинале победил Жанибека Картбаева. В полуфинале победил Вадима Казакова. В финале победил Нурдаулета Жарманова.

### Чемпионат Казахстана 2017
После годового перерыва в любительском боксе выступил в полутяжёлой весовой категории (до 81 кг). В 1/8 финала победил Бауыржана Сейсена. В четвертьфинале сенсационно проиграл 19-летнему рудничанину Михаилу Коханчику (0-5).

## Профессиональная карьера
29 октября 2016 года дебютировал на профессиональном ринге, нокаутировав в 1-м раунде опытного колумбийца Милтона Нуньеса.
В мае 2018 года подписал контракт с менеджером Эгисом Климасом и американской промоутерской компанией Top Rank Боба Арума. Его наставником стал тренер Бадди МакГирт. Дебютный бой в Штатах 28 сентября он уверенно выиграл, но критики отметили общий недостаток казахстанских боксёров. Через месяц вышел документальный фильм Берика Султана «Америкадағы алғашқы жекпе-жек» о дебюте казахстанца в Америке.

###### Бой за временный титул с Дэнни Дигнамом
В мае 2022 года в Лас Вегасе состоялся отборочный бой который определил обязательного претендента на титул действующего чемпиона Деметриуса Эндрэда (31-0, 19 КО). Жанибек сразу показал кто будет хозяином в ринге. Он был острее, контролировал дистанцию и послал Дэнни Дигнама (14-0) в нокадун в стртовом раунде. Второй раунд так же прошел при тотальном преимуществе казаха в котором он нокаутировал британца апперкотом. 

#### В статусе чемпиона WBO
В конце августа американец Деметриус Андраде, бессменно владевший поясом WBO с октября 2018 года, официально освободил титул в связи с переходом в категорию до 76,2 кг, казахстанец переведён в полноправные чемпионы мира.

###### Бой с Дензелом Бентли
Провел первую защиту титула 12 ноября 2022 года в Лас-Вегасе (США). Соперником стал британец Дензел Бентли (17-1-1, 14 КО). Чемпион занял центр ринга, давил, работал джебом. Претендент отстреливался вторым номером одиночными. В 5-м раунде Бентли выдал хороший отрезок - был агрессивней и активней. За чемпионом остался 9-й раунд где он был точней. Чемпионские раунды остались за Алимханулы, выложившись по полной. Счёт судей: 116—112, 116—112 и неоправданно-односторонние 118—110. Compubox обнародовал статистику: Бентли нанёс больше ударов (615-535), но уступил в точности (159-187). У Жанибека превосходство в джебах (246-180), и силовых (137-125).

#### Бой со Стивеном Батлером
13 мая 2023 года в Стоктоне (США) в главном поединке орагнизованного Бобом Арумом во второй защите нокаутировал канадского спретендента (№6 в рейтинге WBO) Стивена Батлера (32-4-1, 26 КО). Бой получился скоротечным. Батлер не решался на активные действия, предпочтя дистанцию и работу джебом. Всё на что способен Батлер это редко кидать длинные прямые и кружить вокруг казаха. Публике пришедшей на бой такое не нравилось, послышался недовльный гул зала. Второй раунд начался с точного апперкота которым Алимханулы потряс претендента. Батлер оказался на полу, но смог найти силы встать. После затяжной атаки и нескольких пропущенных Стивен оказывается во втором нокдауне. Бой снова продолжается, но после первого же пропущенного претендент оказывается в нокауте.

#### Объединительный бой с Винченцо Гуалтьери
14 октября 2024 года в Розенберге (США) в объединительном поединке встретился с чемпионом IBF Винченцо Гуалтьери (21-1-1, 7 KO). Жанибек действовал собрано и напирал на немецкого чемпиона. Гуалтьери много работал на ногах, пытался уйти изредка бросая джеб. Общая активность и количество ударов на стороне казахского чемпиона. Со второго раунда немец стал суетиться, опускать руки вниз и действовать наскоками которые Алмиханулы легко читал. Давление от казаха возрастало, в 5-м раунде он потряс Винченцо мощной комбинацией откинувшей его на канаты. В 6-й трехминутке немец окончательно ушел в пассивную защиту, перестал отвечать на удары. Рефери остановил бой зафиксировав нокаут.

#### Бой с Андреем Михайловичем
Бой прошел 4 октября 2024 года в Сиднее (Австралия) ввиду того, что промоутерская компания чемпиона проиграла торги команде обязательного претендента Андрея Михайловича (21-0) за право организации боя. Так же чемпиону был выдвинут пункт о повтором взвешивании перед боем. 
С самого начал Жанибек занял центр ринга, претендент предпочитал сближаться и работать из клинча. Второй раунд стал разгромным для претендента - в конце раунда он пропустил серию тяжелых ударов и под самый гонг оказался в нокдауне. В третьем и четвертом раундах Михайлович продолжил идти в ближний бой, пропускал от более собранного и технически сильного чемпиона. После 6-го раунда Алимханулы начал уставать и пропускать, но солидное преимущество в предыдущих раундах давало ему комфортные условия. В 9-м раунде уставший Михайлович пропустил два подряд левых и рефери остановил бой. 

#### Бой с Анауэлю Нгамиссенге
5 апреля 2025 года в Астане (Казахстан) чемпион мира в среднем весе по версиям WBO и IBF Жанибек Алимханулы одержал убедительную победу над французским боксёром Анауэлем Нгамиссенге (14-1). Бой завершился техническим нокаутом в пятом раунде. С самого начала Алимханулы доминировал в ринге: в первом раунде отправил соперника на канвас, в третьем потряс его хуком справа, а в пятом — левым прямым, после которого Нгамиссенге оказался в нокдауне. Несмотря на то что француз смог подняться, рефери оценив состояние остановил бой.

## Статистика профессиональных боёв
В таблице перечислены результаты всех поединков боксёров.
В каждой строке указан результат поединка. Дополнительно номер поединка обозначен цветом, который обозначает итог поединка. Расшифровка обозначений и цветов представлена в нижеследующей таблице.
| Пример | Расшифровка                     |
| ------ | ------------------------------- |
|        | Победа                          |
|        | Ничья                           |
|        | Поражение                       |
|        | Планируемый поединок            |
|        | Поединок признан несостоявшимся |
| КО     | Нокаут                          |
| ТКО    | Технический нокаут              |
| PTS    | Решение судей (по очкам)        |
| UD     | Единогласное решение судей      |
| MD     | Решение большинства судей       |
| SD     | Раздельное решение судей        |
| RTD    | Отказ от продолжения боя        |
| DQ     | Дисквалификация                 |
| NC     | Поединок признан несостоявшимся |

| 17 поединков, 17 побед (11 нокаутом). | 17 поединков, 17 побед (11 нокаутом). | 17 поединков, 17 побед (11 нокаутом). | 17 поединков, 17 побед (11 нокаутом). | 17 поединков, 17 побед (11 нокаутом).                     | 17 поединков, 17 побед (11 нокаутом). | 17 поединков, 17 побед (11 нокаутом). |
| Бой                                   | Рекорд                                | Дата боя                              | Соперник                              | Место проведения боя                                      | Результат                             | Примечание |
| ------------------------------------- | ------------------------------------- | ------------------------------------- | ------------------------------------- | --------------------------------------------------------- | ------------------------------------- | --- |
| 17                                    | 17-0                                  | 5 апреля 2025                         | Анауэль Нгамиссенге (14-0-0)          | Барыс Арена, Астана, Казахстан                            | TKO 5 (12), 2:59                      | Бой за титул чемпиона мира по версии WBO (5-я защита Алимханулы) и IBF (2-я защита Алимханулы) в среднем весе.                           |
| 16                                    | 16-0                                  | 4 октября 2024                        | Андрей Михайлович (21-0-0)            | The Star, Сидней,Австралия                                | TKO 9 (12), 0:15                      | Бой за титул чемпиона мира по версии WBO (4-я защита Алимханулы) и IBF (1-я защита Алимханулы) в среднем весе.                           |
| 15                                    | 15-0                                  | 14 октября 2023                       | Винченцо Гуальтьери (21-0-1)          | Fort Bend Community Center, Техас, США                    | TKO 6 (12), 1:25                      | Бой за титул чемпиона мира по версии WBO (3-ая защита Алимханулы) и IBF (1-я защита Гуальтьери) в среднем весе.                          |
| 14                                    | 14-0                                  | 13 мая 2023                           | Стивен Батлер (32-3-1)                | Stockton Arena, Стоктон, Калифорния, США                  | KO 2 (12), 2:35                       | Защитил титул чемпиона мира по версии WBO (2-я защита Алимханулы) в среднем весе.                                                        |
| 13                                    | 13-0                                  | 12 ноября 2022                        | Дензел Бентли (17-1-1)                | Palms Casino Resort, Лас-Вегас, Невада, США               | UD 12                                 | Защитил титул чемпиона мира по версии WBO (1-я защита Алимханулы) в среднем весе.                                                        |
| 12                                    | 12-0                                  | 21 мая 2022                           | Дэнни Дигнум (14-0-1)                 | Resorts World Las Vegas, Лас-Вегас, Невада, США           | KO 2 (12), 2:49                       | Завоевал титул временного чемпиона мира по версии WBO в среднем весе.                                                                    |
| 11                                    | 11-0                                  | 20 ноября 2021                        | Хассан Н’Дам Н’Жикам (38-5)           | Mandalay Bay Resort & Casino, Лас-Вегас, Невада, США      | TKO 8 (10), 2:40                      | Защитил титулы чемпиона по версиям WBO Global (1-я защита Алимханулы) и WBC Continental Americas (4-я защита Алимханулы) в среднем весе. |
| 10                                    | 10-0                                  | 26 июня 2021                          | Роб Брант (26-2)                      | Virgin Hotels Las Vegas, Лас-Вегас, Невада, США           | RTD 8 (10), 3:00                      | Защитил титул чемпиона по версии WBC Continental Americas (3-я защита Алимханулы) в среднем весе.                                        |
| 9                                     | 9-0                                   | 10 октября 2020                       | Гонсало Гастон Кориа (16-3)           | MGM Grand, Лас-Вегас, Невада, США                         | KO 2 (10), 2:59                       | Снова завоевал вакантный титул чемпиона по версии WBO Global в среднем весе.                                                             |
| 8                                     | 8-0                                   | 10 ноября 2019                        | Альберт Онолуносе (24-2-1)            | Chukchansi Park, Фресно, Калифорния, США                  | KO 6 (10), 2:31                       | Защитил титул чемпиона по версии WBC Continental Americas (2-я защита Алимханулы) в среднем весе.                                        |
| 7                                     | 7-0                                   | 17 августа 2019                       | Стюарт Маклеллан (27-3-3)             | Banc of California Stadium, Лос-Анджелес, Калифорния, США | KO 5 (10), 2:51                       | Защитил титулы чемпиона по версиям WBO Global (1-я защита Алимханулы) и WBC Continental Americas (1-я защита Алимханулы) в среднем весе. |
| 6                                     | 6-0                                   | 12 апреля 2019                        | Кристиан Оливас (16-4)                | Стэйплс-центр, Лос-Анджелес, Калифорния, США              | UD 10                                 | Счёт: 99-91, 100-90 (дважды). Завоевал вакантные титулы чемпиона по версиям WBO Global и WBC Continental Americas в среднем весе.        |
| 5                                     | 5-0                                   | 2 февраля 2019                        | Стивен Мартинес (18-4)                | Ford Center at The Star, Фриско, Техас, США               | TKO 5 (8), 0:21                       | |
| 4                                     | 4-0                                   | 3 ноября 2018                         | Вон Александер (12-1)                 | Don Haskins Center, Эль Пасо, Техас, США                  | SD 8                                  | Счёт: 75-77, 79-73, 78-74. |
| 3                                     | 3-0                                   | 28 сентября 2018                      | Карлос Гальван (16-7-1)               | Оракл-арена, Окленд, Калифорния, США                      | UD 6                                  | Счёт: 60-54 (трижды). |
| 2                                     | 2-0                                   | 9 сентября 2017                       | Жилберту Перейра душ Сантуш (14-5)    | Сарыарка, Астана, Казахстан                               | UD 6                                  | Счёт: 60-54 (трижды). |
| 1                                     | 1-0                                   | 29 октября 2016                       | Милтон Нуньес (33-16-1)               | Алматы Арена, Алматы, Казахстан                           | TKO 1 (6), 2:25                       | |
| Бой                                   | Рекорд                                | Дата боя                              | Соперник                              | Место проведения боя                                      | Результат                             | Примечание |

## Боксёрские титулы

### Любительские
- 2012  Чемпион Казахстана в средней весовой категории (до 75 кг).
- 2013  Чемпион Азии в средней весовой категории (до 75 кг).
- 2013  Чемпион мира в средней весовой категории (до 75 кг).
- 2014  Чемпион Азиатских игр в средней весовой категории (до 75 кг).
- 2015  Чемпион Казахстана в средней весовой категории (до 75 кг).
- 2016  Чемпион Казахстана в полутяжёлой весовой категории (до 81 кг).